# Kuhstorf
Kuhstorf là một đô thị ở huyện Ludwigslust, bang Mecklenburg-Vorpommern, Đức. Đô thị này có diện tích 15,02 km², dân số thời điểm 31 tháng 12 là 805 người.